# Pseudobulweria rostrata
Pseudobulweria rostrata là một loài chim trong họ Procellariidae.